# Danny Allsopp
Daniel Lee Allsopp (Melbourne, 10 agosto 1978) è un ex calciatore australiano, di ruolo attaccante.

## Carriera

### Club
Danny Allsopp iniziò la propria carriera giovanile giocando con il Knox City, il Monbulk Rangers e il Croydon City. Esordì tra i professionisti con il South Melbourne, per poi trasferirsi al Carlton SC e successivamente al Port Melbourne.
Nel 1998 Allsopp si trasferì in Inghilterra, firmando con il Manchester City, con cui disputò alcune stagioni alternandosi tra prestiti al Notts County, Wrexham e Bristol Rovers. Dopo un ritorno al Notts County, dove si affermò segnando 39 reti in 102 presenze, passò al Hull City.
Nel 2005 tornò in patria per vestire la maglia del Melbourne Victory, dove visse uno dei momenti più brillanti della carriera. Dopo una breve parentesi con l’Al-Rayyan SC in Qatar e un’esperienza negli Stati Uniti con il D.C. United, fece ritorno al Melbourne Victory.
Negli ultimi anni di attività, Allsopp giocò anche per il Launceston City e nuovamente per il Croydon City, chiudendo la carriera nel 2014.

### Nazionale
A livello internazionale, ha rappresentato l’Australia a livello giovanile (U-17, U-20 e U-23) e ha collezionato anche alcune presenze con la nazionale maggiore.

## Statistiche

### Cronologia presenze e reti in nazionale
| Cronologia completa delle presenze e delle reti in nazionale ― Uruguay | Cronologia completa delle presenze e delle reti in nazionale ― Uruguay | Cronologia completa delle presenze e delle reti in nazionale ― Uruguay | Cronologia completa delle presenze e delle reti in nazionale ― Uruguay | Cronologia completa delle presenze e delle reti in nazionale ― Uruguay | Cronologia completa delle presenze e delle reti in nazionale ― Uruguay | Cronologia completa delle presenze e delle reti in nazionale ― Uruguay | Cronologia completa delle presenze e delle reti in nazionale ― Uruguay |
| Data                                                                   | Città                                                                  | In casa                                                                | Risultato                                                              | Ospiti                                                                 | Competizione                                                           | Reti                                                                   | Note                                                                   |
| ---------------------------------------------------------------------- | ---------------------------------------------------------------------- | ---------------------------------------------------------------------- | ---------------------------------------------------------------------- | ---------------------------------------------------------------------- | ---------------------------------------------------------------------- | ---------------------------------------------------------------------- | ---------------------------------------------------------------------- |
| 1-6-2007                                                               | Sydney                                                                 | Australia                                                              | 1 – 2                                                                  | Uruguay                                                                | Amichevole                                                             | -                                                                      | 84’                                                                    |
| 23-5-2008                                                              | Sydney                                                                 | Australia                                                              | 1 – 0                                                                  | Ghana                                                                  | Amichevole                                                             | -                                                                      | 64’                                                                    |
| 28-1-2009                                                              | Giacarta                                                               | Indonesia                                                              | 0 – 0                                                                  | Australia                                                              | Qual. Coppa d'Asia 2011                                                | -                                                                      | 57’                                                                    |
| Totale                                                                 |                                                                        | Presenze                                                               | 3                                                                      |                                                                        | Reti                                                                   | 0                                                                      |                                                                        |

## Palmarès

### Individuale
- Capocannoniere del Mondiale Under-17: 1

Ecuador 1995 (5 reti)